# Aquificaceae
Aquificaceae — сімейство бактерій, що живуть в екстремальних умовах, таких як гарячі джерела, сірчані водойми і гідротермальні джерела. Хоча, на відміну від інших екстремофілів, вони не належать до архей, а є справжніми бактеріями, сімейство Aguificaceae все-таки є древньою філогенетичною лінією.

## Класифікація
Сімейство Aquificaceae включає наступні роди та види бактерій:
- Aquifex Huber and Stetter 1992
  - Aquifex aeolicus Huber and Stetter 2001
  - A. pyrophilus Huber and Stetter 1992
- Hydrogenivirga Nakagawa et al. 2004
  - H. caldilitoris Nakagawa et al. 2004
  - H. okinawensis Nunoura et al. 2008
- Hydrogenobacter Kawasumi et al. 1984
  - H. hydrogenophilus (Kryukov et al. 1984) Stöhr et al. 2001
  - H. subterraneus Takai et al. 2001
  - H. thermophilus Kawasumi et al. 1984
- Hydrogenobaculum Stöhr et al. 2001
  - Hydrogenobaculum acidophilum (Shima and Suzuki 1993) Stöhr et al. 2001
- Thermocrinis Huber et al. 1999
  - T. albus Eder and Huber 2002
  - T. minervae Caldwell et al. 2010
  - T. ruber Huber et al. 1999